# Cem Berk
Cem Berk (* 23. April 1990 in Hamburg) ist ein Sozialökonom und deutscher Politiker der Sozialdemokratischen Partei Deutschlands (SPD).

## Leben
Berk machte sein Abitur an der Gesamtschule Alter Teichweg. Danach leistete er Zivildienst in einer Sozialstation beim Arbeiter-Samariter-Bund (ASB). Es folgte ein Bachelorstudium der Sozialökonomie sowie ein Masterstudium der Ökonomischen und soziologischen Studien an der Universität Hamburg. Er ist als Fußballtrainer beim Rahlstedter SC tätig.

## Politik
Berk ist seit dem Jahr 2013 Vorsitzender der SPD-Tonndorf und war von 2014 bis 2020 Abgeordneter der Bezirksversammlung Wandsbek sowie Sportpolitischer Sprecher der SPD-Bezirksfraktion Wandsbek. In den Jahren      2015 bis 2018 wirkte der als stellvertretender Landesvorsitzender der Jusos Hamburg und von 2019 bis 2020 als stellvertretender Vorsitzender der SPD-Bezirksfraktion Wandsbek. Von 2019 bis 2020 war der Fachsprecher für Haushalt und Sport der SPD-Bezirksfraktion Wandsbek. Berk gelang bei der Bürgerschaftswahl in Hamburg 2020 am 23. Februar 2020 der Einzug in die Hamburgische Bürgerschaft.